# Brommella baiseensis
Espèce
Brommella baiseensis est une espèce d'araignées aranéomorphes de la famille des Cicurinidae.

## Distribution
Cette espèce est endémique du Guangxi en Chine,. Elle se rencontre dans le xian de Pingguo dans la grotte Guandimiao.

## Description
Le mâle holotype mesure 2,65 mm et la femelle paratype 2,70 mm, les mâles mesurent de 2,65 à 3,00 mm et les femelles de 2,30 à 2,80 mm.

## Systématique et taxinomie
Cette espèce a été décrite par Li en 2017.

## Étymologie
Son nom d'espèce, composé de baise et du suffixe latin -ensis, « qui vit dans, qui habite », lui a été donné en référence au lieu de sa découverte, Baise.

## Publication originale
- Li & Wang, 2017 : « New cave-dwelling spiders of the family Dictynidae (Arachnida, Araneae) from Guangxi and Guizhou, China. » Zoological Systematics, vol. 42, no 2, p. 125-228 (texte intégral).